# Iglesia de Santa Comba (Bande)
Santa Comba de Bande es un templo católico de origen visigodo situado en la provincia de Orense.

## Descripción
Con planta de cruz griega y perímetro rectangular del que sobresale por la cabecera del rectángulo la capilla mayor y por los pies, el pórtico. El perímetro rectangular queda dibujado por estancias a ambos lados del pórtico que comunicaban con este, otras con el transepto y las de la cabecera con la nave. Tanto en planta como en alzado conjuga la cruz griega inscrita en un cuadrado, cuyo punto central se eleva mediante el cimborrio. El escalonamiento de los volúmenes del templo, de lo más alto a lo más bajo, va así del cimborrio a la capilla mayor, pasando por la altura media de los brazos de la cruz. Se cubre con bóveda de cañón en nave y transepto, con bóveda de arista en el tramo central del crucero y bóveda de herradura en la capilla mayor.

## Contexto histórico
No hay datos concretos que muestren el momento de construcción de esta iglesia. Sin embargo, una teoría indica que esta iglesia pudo formar parte de un conjunto monástico dentro del contexto de la ocupación sueva en territorio gallego.
La gran parte de las fuentes indican que la construcción de la iglesia se dataría en el siglo VII, es decir, durante los últimos años del reinado de Recesvinto, aunque se muestra que, en época sueva, ya existía una iglesia que pertenecía a un conjunto monástico.
Esto último podríamos deducirlo gracias a que tiene semejanzas con otras iglesias visigodas del mismo período, como San Juan de Baños (Palencia). En lo que respecta a la primitiva iglesia, que pertenecía al conjunto monástico durante el período suevo, no hay referencias que puedan dar datos concretos sobre su construcción. Asimismo, el dominio visigodo durante el reinado de Leovigildo sería el continuador de ciertos elementos suevos que se dan en la iglesia.
Aunque no ha podido esclarecerse con claridad la fecha de construcción de Santa Comba de Bande, el Cartulario del Monasterio de Celanova registra una escritura de donación perteneciente al siglo IX que hace referencia a la existencia de una iglesia consagrada a Santa Columba en el mismo territorio durante época visigoda, que en el momento de la redacción llevaba más de doscientos años fundada. 

## Santa Colomba de Sens en la tradición popular

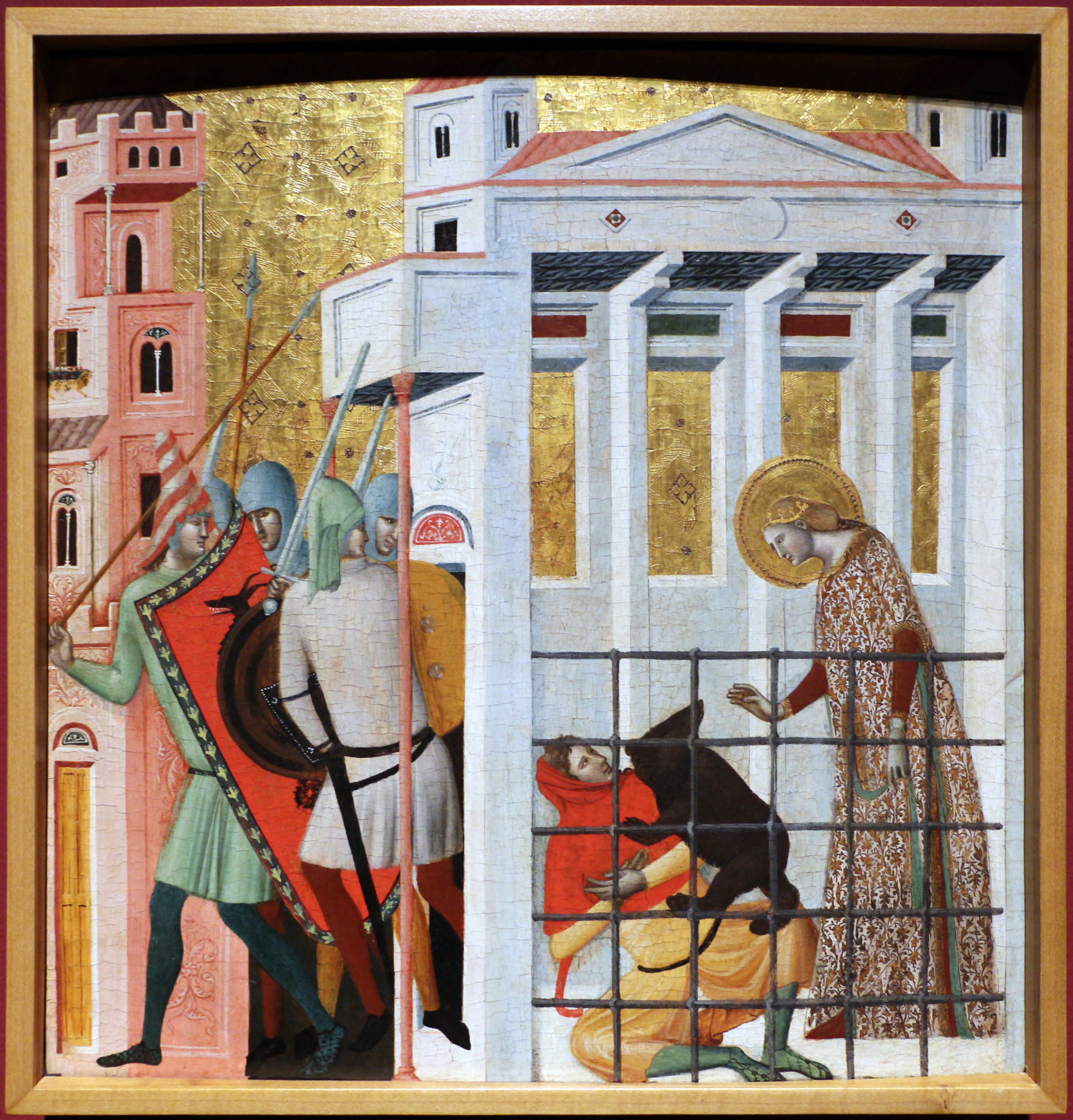
Santa Colomba salvada por un oso

La iglesia de Santa Comba de Bande debe su advocación a Santa Colomba de Sens, mártir cristiana del siglo III d. C., asociada a la comuna de Sens (Francia) y, según la tradición popular gallega, patrona de las meigas. En el folclore gallego, se dice que antes de su martirio, Santa Colomba fue una bruja que decidió convertirse al cristianismo tras un repentino encuentro con Jesucristo. Según la leyenda, Santa Colomba fue arrestada en Sens como resultado de una persecución cristiana durante el mandato del emperador Lucio Domicio Aureliano (270-275). Tras su arresto, fue llevada frente al emperador, quien le ordenó renunciar a su virginidad y le propuso matrimonio con su propio hijo, a quien habría de ofrecerse en cuerpo y voluntad. La joven se negó y, como respuesta, Aureliano la encerró en una “celda meretricia”, donde sería forzada a mantener relaciones sexuales con los oficiales romanos en un ejercicio de humillación, degradación de la intimidad y del compromiso cristiano virginal. La leyenda cuenta que un oso irrumpió en la sala en el momento en que un soldado se disponía a violarla, quien no tuvo más remedio que huir despavoridamente, subvirtiéndose así la situación. Poco después fue condenada a la decapitación y su cuerpo sepultado en las inmediaciones de Sens.
Santa Colomba ha sido recordada como un símbolo de resistencia no solo desde el punto de vista religioso, sino también de la autonomía femenina en un contexto de plena dominación y opresión patriarcal. El rechazo de Santa Colomba a someterse a los deseos del emperador desafía las normas de género de su época, que relegaban a las mujeres a roles subordinados y las privaban de cualquier control control sobre sus propios cuerpos y decisiones.
John Murray recoge en una de sus guías turísticas una vieja tradición portuguesa consagrada a Santa Comba. Según relata, cada primavera, las jóvenes de Coímbra decoran con coronas de rosas la capilla que marca el lugar donde aparentemente sufrió el martirio. Esta práctica pone en evidencia el papel de las mujeres como custodias de los ideales religiosos y partícipes de la liturgia, a menudo marginadas por la historiografía tradicional.

## Exterior
La iglesia de Santa Comba (Columba) o San Torcuato presenta una planta (dibujo del interior de una obra arquitectónica en el que se puede observar las distintas estancias, proximidad entre ellas y sus conexiones) de cruz griega (forma que presenta la planta que es de cruz con los cuatro brazos de la misma longitud, es decir, con brazos que son iguales de largo) que se orienta de Este a Oeste inscrita en un rectángulo de 12x18. A esta planta se le añade un ábside (espacio que puede ser en forma de polígono o semicírculo y que se localiza en la parte de detrás de un altar o en otras palabras, cabecera en forma rectangular de la nave principal de Santa Comba) rectangular en el lado oriental y, casi enfrente, en su zona occidental, un pórtico. A ambos lados de dicho pórtico se disponían dos naves. En la zona de cruce entre las dos naves, la iglesia está adornada con una linterna (es un elemento en forma de tubo dispuesto como remate sobre una cúpula), con ventanas a cada lado cubierta con un tejado a cuatro aguas (es un tipo de cubierta que dispone de una vertiente por cada pared de fachada). Esta linterna se sitúa sobre el resto de las naves, cuyos tejados son a dos aguas (consiste en dos secciones de techo inclinadas en direcciones opuestas).
Como continuación de la nave norte, hay una cámara con tejado plano la cual sustituye al pórtico original. El actual pórtico posee dos arcos de medio punto, uno al norte y el otro al oeste. Entre la unión del pórtico con la nave occidental sobresale una espadaña del siglo XIX. En la zona exterior aún se pueden apreciar los restos de la capilla anexa empleada para bautismos. 
Al igual que buena parte de la arquitectura visigoda, la construcción se basa en el uso de grandes bloques de piedra tallados y dispuestos en seco, sin la utilización de ningún tipo de argamasa para su fijación. 
Los análisis estratigráficos han demostrado que, a diferencia del interior, las zonas exteriores han sufrido modificaciones con respecto al modelo original, debido al añadido de tres nuevos compartimentos, así como la eliminación de otros cinco. A simple vista es observable la unión entre los muros originales y los de construcción posterior.

## Interior
El material de los muros de la iglesia es la piedra, con aparejo (concepto utilizado para denominar así a la colocación de los materiales para la construcción de un muro) de grandes losas (uso de grandes piedras para la construcción de un muro), en las que se procura seguir un orden regular (disposición de los materiales en el muro de forma ordenada).

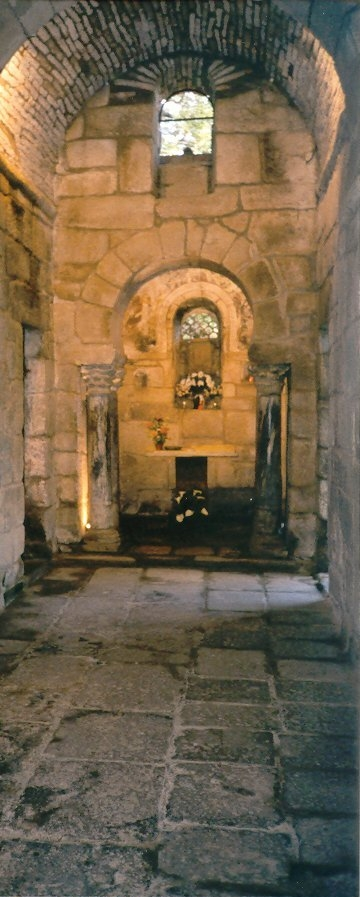
Iglesia visigoda de Santa Comba

Las bóvedas (elemento o cubierta del edificio arquitectónico que es un techo sustentado por otros elementos, por lo que se encuentra encima del edificio) son de medio cañón, es decir, su forma es arqueada o de medio cilindro y algo peraltada, (el semicírculo que dibuja la bóveda de medio cañón no es un semicírculo perfecto, sino que se encuentra ligeramente apuntado hacia arriba) sustentado por cuatro columnas de mármol que, al mismo tiempo, sujetan un arco de herradura. Estas cuatro columnas de mármol proceden de las termas romanas de Bande (unas termas de época romana localizadas en el municipio de Bande, en la actual provincia de Ourense, construidas por bases campamentales durante la creación de la Vía XVIII entre Braga y Astorga). Las basas de la iglesia, que son la parte o nivel inferior de una columna en la que queda reposado el fuste (cuerpo o nivel medio de la columna), no se ven. La razón de que las basas no se vean es que el piso ha subido de nivel. Los capiteles (parte o nivel superior de la columna colocada sobre el fuste que tiene como función sostener elementos sustentados como los arcos) de Santa Comba presentan una decoración de estilo corintio (influencia decorativa griega del capitel que se corresponde con formas de hojas de acanto), de los cuales dos son de estilo bárbaro, presentando una ejecución muy tosca, es decir, que su decoración es poco elaborada y simple. 
Una imposta (elemento arquitectónico que se corresponde con la moldura en forma de línea que sobresale para separar un elemento sustentado, como lo es la bóveda de medio cañón, de uno sustentante como lo es el muro), decorada con un sencillo cordón de finas líneas, recorre toda la iglesia a la altura del inicio de la bóveda.
En el mismo lugar del ábside hay otra imposta con una vid que se encuentra labrada a bisel, es decir, que se encuentra labrada con un detalle decorativo que presenta un corte, dando una sensación de inclinación o pendiente para que no se vea recta, otorgando un toque estético. La ventana del ábside ostenta una celosía (estructura decorativa con materiales que se cruzan otorgando un carácter estético) de piedra, en la que se aprecia un dibujo de semicírculos superpuestos o también escamas.
La altura interior de la iglesia de Santa Comba es conseguida gracias al juego de volúmenes y materiales del interior: los sillares consiguen un efecto de altura que se puede ver en el conjunto compacto significativo en la zona del crucero.
Mientras tanto, el juego de luces llama la atención al visitante cuando entra en la estancia, pues los vanos marcan los contornos de la iglesia creando un espacio intimista.

## Conclusión
La iglesia de Santa Comba de Bande pertenece al arte visigodo, lo cual se evidencia en sus características decorativas y arquitectónicas, como el uso de arcos de herradura cerrados y más compactos que los andalusíes, localizados en el ábside y en la entrada principal o en  las bóvedas de medio cañón ligeramente peraltadas, las cuales se sustentan sobre columnas que van a sostener los arcos de herradura, lo que combina estos dos elementos arquitectónicos tan característicos del arte visigodo. Si algo caracteriza la arquitectura visigoda es la reutilización de elementos romanos y griegos. En este caso, en la iglesia de Santa Comba se reutilizan las columnas de mármol de las termas romanas de Bande, así como capiteles de estilo corintio que eran los típicos utilizados en arquitectura romana. 
Asimismo, el uso de la piedra para la construcción de los muros con aparejo regular, es similar a las técnicas romanas de construcción que refleja el poder político, militar y económico de Roma de una arquitectura que pierde la medida humana y que se hace colosal, pero en este caso, el estilo visigodo, lo que quiere transmitir es una apariencia robusta y estabilidad, mientras que con la bóveda de medio cañón peraltada se quiere transmitir altura. En la imposta de la iglesia y la decoración de la vid también se ven esos elementos decorativos del estilo visigodo caracterizados por una sencillez. El uso de planta de cruz griega muestra también la sencillez visigoda.
En conclusión, la iglesia de Santa Comba de Bande refleja el estilo visigodo que adapta las formas romanas y griegas  a unas más austeras y rústicas.